# A1 Team Zuid-Afrika
Het A1 Team Zuid-Afrika was een Zuid-Afrikaans raceteam dat deelnam aan de A1 Grand Prix. Het team werd gerund door Connor Racing en was het zusterteam van team Frankrijk
Het team heeft drie overwinningen geboekt en behaalde in het derde seizoen van A1 Grand Prix de derde plaats in het kampioenschap. Alle overwinningen werden geboekt door Adrian Zaugg.

## Coureurs
De volgende coureurs hebben gereden voor Zuid-Afrika, met tussen haakjes het aantal races.
- Adrian Zaugg (44, waarvan 3 overwinningen)
- Stephen Simpson (20)
- Alan van der Merwe (10)
- Tomas Scheckter (4)